# Monbazillac
Monbazillac là một xã của Pháp, nằm ở tỉnh Dordogne trong vùng Aquitaine của Pháp. Xã này có diện tích km2, dân số năm 200 là người. Xã nằm ở khu vực có độ cao trung bình m trên mực nước biển.

## Hành chính
| Danh sách các xã trưởng                |             |                        |                  |         |
| Giai đoạn                              | Giai đoạn   | Tên                    | Đảng             | Tư cách |
| 1989                                   | đương nhiệm | Jean-Pierre Peyrebrune | không chính thức | hưu trí |
| Tất cả các dữ liệu trước đây không rõ. |             |                        |                  |         |

## Thông tin nhân khẩu
| Năm    | 1800  | 1831  | 1866  | 1901 | 1931 | 1962 | 1968 | 1975 | 1982 | 1990 | 1999 | 2007 |
| ------ | ----- | ----- | ----- | ---- | ---- | ---- | ---- | ---- | ---- | ---- | ---- | ---- |
| Dân số | 1 112 | 1 204 | 1 105 | 873  | 905  | 907  | 846  | 789  | 831  | 902  | 899  | 957  |